# Peyssonneliaceae
Peyssonneliaceae, porodica crvenih algi u razredu Florideophyceae. Dio je podrazreda Rhodymeniophycidae i jedina u svom vlastitom redu. Postoji preko 130 vrsta u 13 rodova

## Rodovi
1. Chevaliericrusta Denizot
2. Cruoriella P.Crouan & H.Crouan
3. Cruoriopsis Dufour
4. Incendia K.R.Dixon
5. Metapeyssonnelia Boudouresque, Coppejans & Marcot
6. Peyssonnelia Decaisne
7. Polystrata Heydrich
8. Pulvinia Hollenberg
9. Ramicrusta D.R.Zhang & J.H.Zhou
10. Riquetophycus Denizot
11. Sonderopelta Womersley & Sinkora
12. Sonderophycus Denizot
13. Squamaria Zanardini